# بوكيمون رامبل ورلد
بوكيمون رامبل ورلد (بالإنجليزية: Pokémon Rumble World)‏، وتسمى في النسخة اليابانية إيفري ون بوكيمون سكرامبل (باليابانية: みんなのポケモンスクランブル) (نطق ياباني:Minna no Pokémon Sukuranburu)، تم تطويرها من قبل ستوديو أمباريلا، ومن نشر ذا بوكيمون كومباني سنة 2015، حيث تعمل على منصة 3 دي إس المحمولة.